# Chips
 Denne artikel omhandler en saltet og tørret snack. Opslagsordet har også en anden betydning, se Chips (gruppe).
Chips er tørrede eller ovnbagte snacks der som regel laves af kartofler (franske kartofler) eller majs, men som også kan være fremstillet af andre råvarer som f.eks. æbler eller bananer. De kan spises med dip, en blanding af cremefraiche og forskellige krydderier, f.eks. dild eller hvidløg. Der findes mange varianter, bl.a. sour cream and onion, husholdningssalt, ost og barbecue.
- Wikimedia Commons har flere filer relateret til Chips

| Mad og drikke | Spire Denne artikel om mad og drikke er en spire som bør udbygges. Du er velkommen til at hjælpe Wikipedia ved at udvide den. |